# 열혈고교 피구부 축구편
《열혈고교 피구부 축구편》은 테크노스 저팬가 제작된 1990년 축구 비디오 게임이다. 1987년에 발매했던 《쿠니오군》 시리즈 게임 《열혈고교 피구부》의 후속작으로, 패밀리 컴퓨터로 1990년 5월 18일 일본서 발매되었다. 전작에서 피구부였던 쿠니오와 친구들이 축구부 매니저의 계략에 넘어가 축구대회에 참가해, 다른 고등학교 축구부와 치고받는 경기를 하는 내용이다. 이후 샤프 X68000, PC 엔진, PC 엔진 CD 및 메가 드라이브로 이식판이 발매됐다.
각 팀마다 6명의 선수가 플레이하는데, 한 번에 한 명만 조종할 수 있지만 공을 가지고 있지 않을 때 다른 선수들에게 명령을 내리는 전략적인 플레이를 할 수 있다. 반칙이나 오프사이드가 존재하지 않아서 상대방을 가격해 강제로 퇴장시킬 수 있는 격투 게임 요소도 존재한다. 또한 각 선수마다 있는 고유의 필살 슛을 사용할 수 있다.
서양 지역에서는 《닌텐도 월드컵》(Nintendo World Cup)라는 현지화판이 발매됐다. 이 판에서는 쿠니오와 관련된 장면이 빠지고 팀을 각 나라로 바꾸거나 일부 규칙이 변경되는 등 여러 차이점이 존재한다. 이 판은 패밀리 컴퓨터 및 게임보이로 발매됐고, 게임보이판의 경우 쿠니오군을 다시 넣으면서 세계대회 설정을 유지해 《열혈고교 축구부 월드컵편》라는 제목으로 일본에서도 출시됐다.

## 개요
열혈시리즈는 다양한 스포츠 종목들을 다룬 것으로도 유명한데, 스포츠 장르로 처음 나온 것은 열혈고교 피구부였지만 피구 이외의 다양한 스포츠 장르를 본격적으로 다루기 시작한 것은 이 게임부터다. 여기서 쿠니오는 피구부 주장이지만 때로는 다른 운동부를 도와준다는 설정으로 나오고 있고, 이러한 설정은 나중에 나오는 나가라! 나가라! 열혈하키부 ~ 미끄러지고 구르고 대난투나 다운타운 열혈 베이스볼 이야기 -야구로 승부다! 쿠니오군- 등에서도 비슷하게 이어진다. 또한 열혈축구에서는 열혈고교 피구부에서 미흡하게 다뤄졌던 스토리적인 부분을 보완해서, 스토리를 그다지 중요시하지 않는 다른 스포츠 장르와 차별성을 꾀했다. 상대방을 때릴 수 있고, 황당하면서도 코믹한 팀들이 나오며, 비현실적인 필살 슛들을 쓸 수 있는 등의 특징들은 마치 영화 소림축구를 연상시킨다. 이러한 코믹함은 이후에 나온 열혈시리즈에도 계속 이어진다.

## 스토리
약소 팀이라 불려왔던 열혈고교 축구부가 드디어 전국대회 출장을 이루게 되었다. 꿈에도 그리던 전국대회를 축하하기 위해 초밥을 먹으러 간 부원들. 그러나, 불행한 사건은 여기서 시작되었다.
어째서인지, 그때 먹었던 초밥때문에 부원들 대부분이 식중독에 걸려 쓰러지고 말았던 것이다! 이대로는 애써 이룬 전국대회의 꿈을 놓치게 되고 만다....
그 때, 축구부 매니저인 미사코가 묘안을 생각해냈다. 스포츠 만능, 열혈고교에서 스포츠에 관해서는 둘째가라면 서러운 피구부에 도움을 청하자고...
과연 쿠니오가 이끄는 피구부는, 미사코의 기대에 부응할 것인가?

## 경기 규칙
일반적인 축구 경기와는 달리 11명이 아닌 6명으로 경기를 진행한다. 조작할 수 있는 선수는 주장으로 설정한 선수 1명뿐이며 나머지 선수들은 스스로 움직이게 된다. 태클과 슬라이딩으로 상대방 선수를 공격해서 쓰러뜨릴 수 있지만 반칙이 아니며, 오프사이드나 프리킥, 페널티킥은 없다. 패밀리 컴퓨터의 2버튼을 이용한 패스와 슛 조작으로 게임을 진행할 수 있으며, 헤딩 조작은 되지 않는다. (후속작인 쿠니오 군의 열혈축구리그에서는 헤딩이 가능) 또한 동료 선수가 공을 가지고 있을 경우에는 패스나 슛을 지시할 수도 있다. 버튼 2개를 모두 누르면 다이빙 헤드나 오버헤드 킥을 사용할 수 있으며, 이 기술로 공을 차면 필살 슛이 발동된다.

## 닌텐도 월드컵
닌텐도 월드컵은 본 게임의 북미판으로, 패밀리 컴퓨터와 게임보이로 발매되었다. 여기서는 등장하는 선수들이 각 나라 국가대표 축구선수들로 바뀌어 있으며 스토리도 삭제되었다. 한국에서는 현대전자에서 현대 컴보이를 판매하던 시절 이 게임을 정식 발매한 바 있다.

## 다른 기종 이식작
- 열혈고교 피구부 축구편(X68000)

음성 추가, 그래픽 향상
- 열혈고교 축구부 월드컵편(게임보이)

본 게임의 주요 등장인물들이 나오지만, 게임 내용은 닌텐도 월드컵에 가까움.
- 열혈고교 피구부 PC축구편 (PC엔진)

그래픽 향상, 새로운 팀 추가
- 열혈고교 피구부 CD축구편 (PC엔진 CD)

오프닝 리메이크, 음성 추가, 그래픽 향상, 새로운 팀 추가
- 열혈고교 피구부 축구편 MD (메가드라이브)

음성 추가(경기 도중에만), 그래픽 향상, 필살기 사용은 B버튼을 눌러서 기를 모으는 방식

## 참조
1. ↑  일본판 원제는 《열혈고교 돗지볼부 축구편》(熱血高校ドッジボール部 サッカー編).
2. ↑  PC 엔진 CD판 제목은 《열혈고교 돗지볼부 CD 사커편》(熱血高校ドッジボール部 CDサッカー編, PC 엔진판 제목은 《열혈고교 돗지볼부 PC 사커편》(熱血高校ドッジボール部 PCサッカー編), 메가 드라이브판 제목은 《열혈고교 돗지볼부 MD 사커편》(熱血高校ドッジボール部 MDサッカー編).
3. ↑  일본어: 熱血高校サッカー部 ワールドカップ編